# Stagnicola bonnevillensis
Stagnicola bonnevillensis é uma espécie de gastrópode da família Lymnaeidae.
É endémica dos Estados Unidos da América. 